# Gens d'images
Gens d'images est une association loi de 1901 qui regroupe des professionnels et des amateurs qui se passionnent pour l'image sous toutes ses formes.
Elle décerne tous les ans depuis 1955 :
- le prix Niépce [2], qui récompense chaque année l’œuvre d’un ou une photographe professionnel français.
- le prix Nadar, en partenariat avec la Bibliothèque nationale de France depuis sa création, qui récompense un livre édité en France consacré à la photographie ancienne ou contemporaine sous toutes ses formes.

De 1999 à 2013, l'association Gens d'images a décerné  le prix Arcimboldo pour récompenser des œuvres de photographie numérique.
Elle organise chaque mois des ateliers thématiques, consacrées à la photographie ou à des photographes : Christine Spengler, Yan Morvan, la photographie et le monde arabe, etc.

## Historique
L'association Les Gens d'images a été créée en 1954 par Albert Plécy, rédacteur en chef de Point de vue Images du monde, Jacques-Henri Lartigue, photographe, et Raymond Grosset, directeur de l'agence Rapho. 

## Les journées internationales de photo-journalisme - 1959-1974
- 1959. Boulouris, Saint-Raphaël, Centre universitaire Antoine de Saint-Exupéry. Parmi les participants : Jean Adhémar, Louis Dalmas, Jean Dieuzaide, Pierre Gassmann, Raymond Grosset, Jacques-Henri Lartigue, Janine Niépce, Albert Plécy.
- 1960. Bouloirs. Parmi les participants : Jean-Louis Swiners, Sabine Weiss
- 1961. San Pellegrino Terme, Italie. Parmi les participants : Jacques Ostier  Albert Plécy , « La photographie, art ou langage ? »
- 1962. Porquerolles, Mas du Langoustier
- 1963. Porquerolles.  Parmi les participants : Pierre Gassmann, « Les techniques de laboratoire »  Jacques Ostier, « Le documentariste »
- 1964. Porquerolles
- 1965. Porquerolles
- 1966. Porquerolles. Parmi les participants : Jean-Louis Swiners, « Sémies scripto-visuelles et mise en pages opérationnelle ».
- 1967. Porquerolles. Parmi les participants : Albert Monier, « Pionnier de la carte postale » ; Gérard  Blanchard. « Le strip please publicitaire. Une étude sur l'érotisme publicitaire » ; Albert Plecy. « La grammaire de l'image »
- 1968. Albert Plécy. « Pour un centre de recherche de l'image »
- 1969. Boulogne-Billancourt
- 1970. Thoiry, Tuileries (Paris)
- 1971. Porquerolles. Parmi les participants :  Abraham Moles, Art et ordinateur
- 1972. Porquerolles.
- 1973. Porquerolles.
- 1974. Porquerolles, Fort Sainte-Agathe. Parmi les participants : Abraham Moles. La 3e génération de l'image

## Les Congrès de Gens d'images
L'association a organisé de nombreux congrès sur les problématiques de l'image aujourd'hui.  
En 1977 un congrès s'est tenu au Québec (Canada) . Le 20e congrès s'est tenu en 1982  . Le congrès de 2001 à Valencienne réfléchissait "Aux frontières de l’image fixe !". En 2007 il a eu lieu à la MEP  sur le thème "Enjeux de la photographie à l’heure d’internet". 